# Victoria (hippomobile)
Pour les articles homonymes, voir Victoria.
La victoria est une voiture hippomobile apparue vers 1840, d’après un phaéton conçu pour le Prince de Galles, futur roi Édouard VII, mais elle aurait été créée en France et nommée ainsi en l'honneur de la reine Victoria, et ensuite elle aurait gagné l’Angleterre, où le nom de « victoria » n’apparaît pas avant 1870. D'un accès aisé, elle est considérée comme une voiture pour dames.
La victoria est un cabriolet à quatre roues et deux places, auquel a été adjoint un siège sur coffre pour le cocher, tiré par un ou deux chevaux, et destiné à des déplacements en ville. Elle est suspendue par des ressorts en C, ou une suspension à huit ressorts. La caisse descend assez bas devant l'essieu arrière, facilitant l'accès. Les marchepieds et les garde-boue sont combinés. Beaucoup de « calèches » touristiques sont en réalité des victorias.
La victoria grand-duc n'avait pas de coffre à l'avant, et était munie d'un siège à l'arrière pour deux valets. À la différence du grand duc, la victoria grand-duc avait un siège de cocher amovible, ce qui permettait d'atteler à la d'Aumont, ou de mener depuis le siège arrière.
Le milord était semblable à la victoria, mais le siège du cocher était fixe et il était donc toujours conduit par un cocher.

Victoria
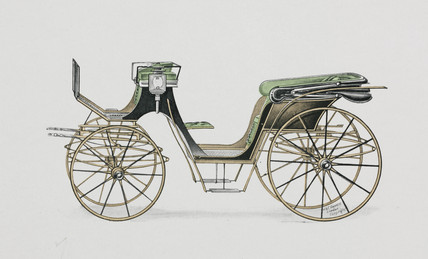
Victoria, 1906
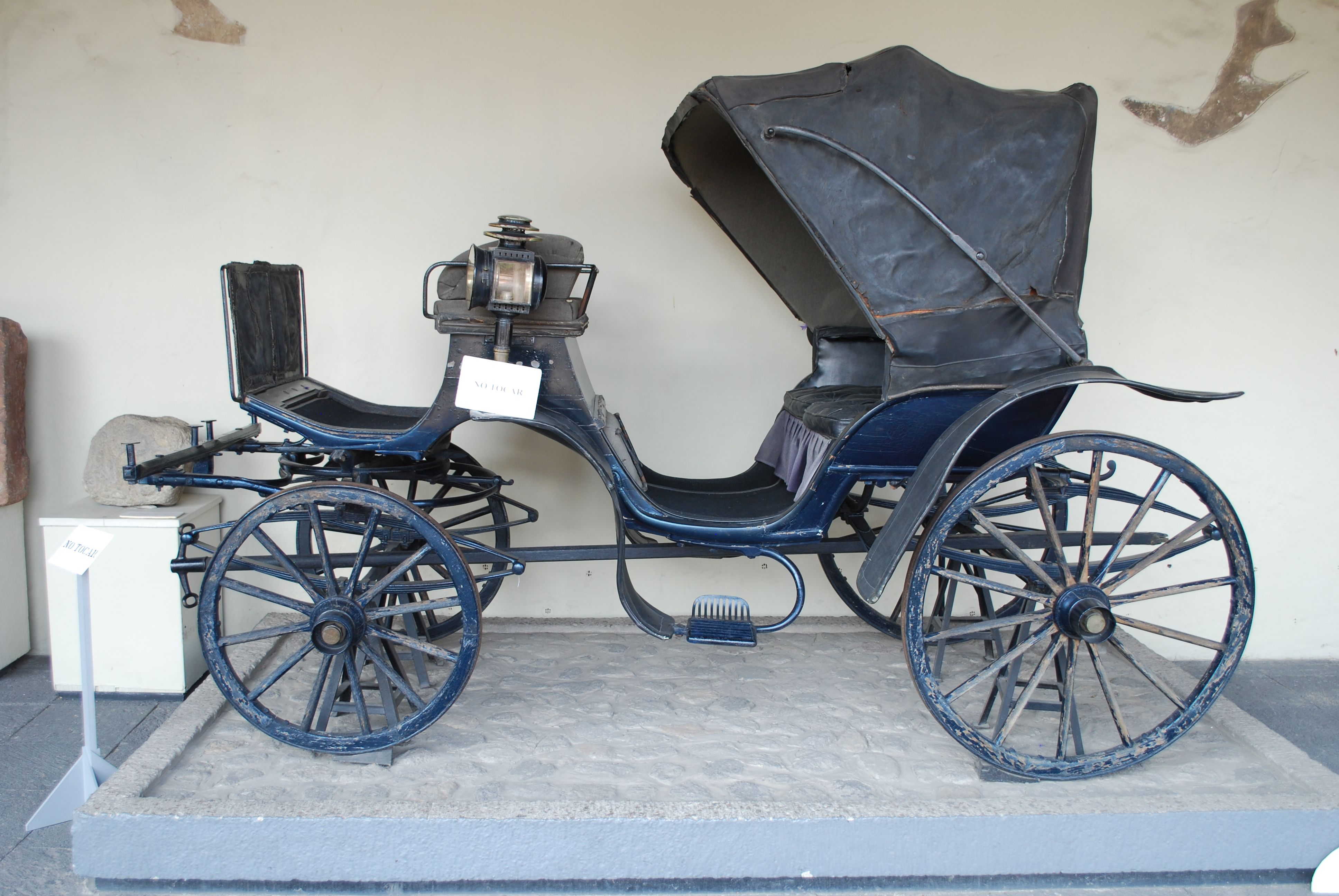
Victoria, Palais des Cortès.
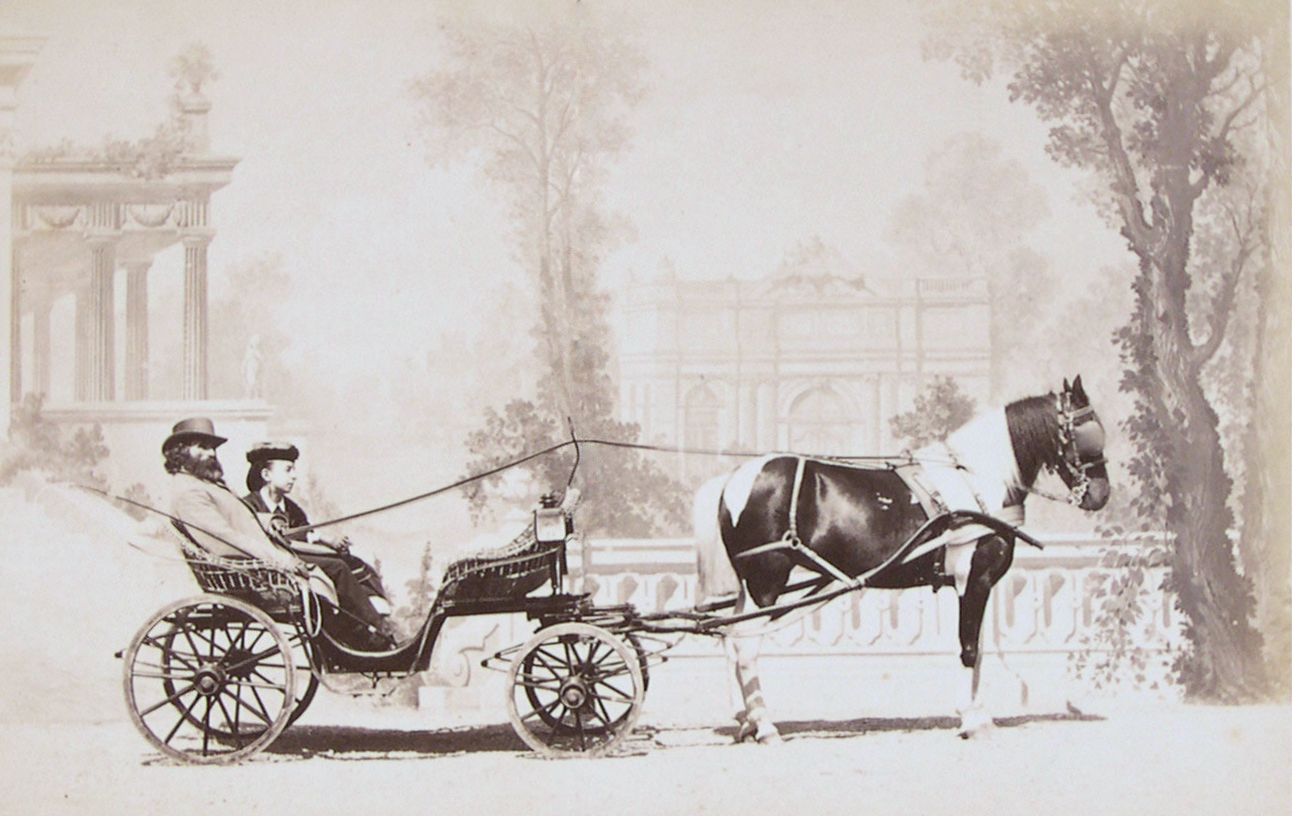
Adam Salomon dans une victoria grand-duc (photographie par Louis-Jean Delton), 1867
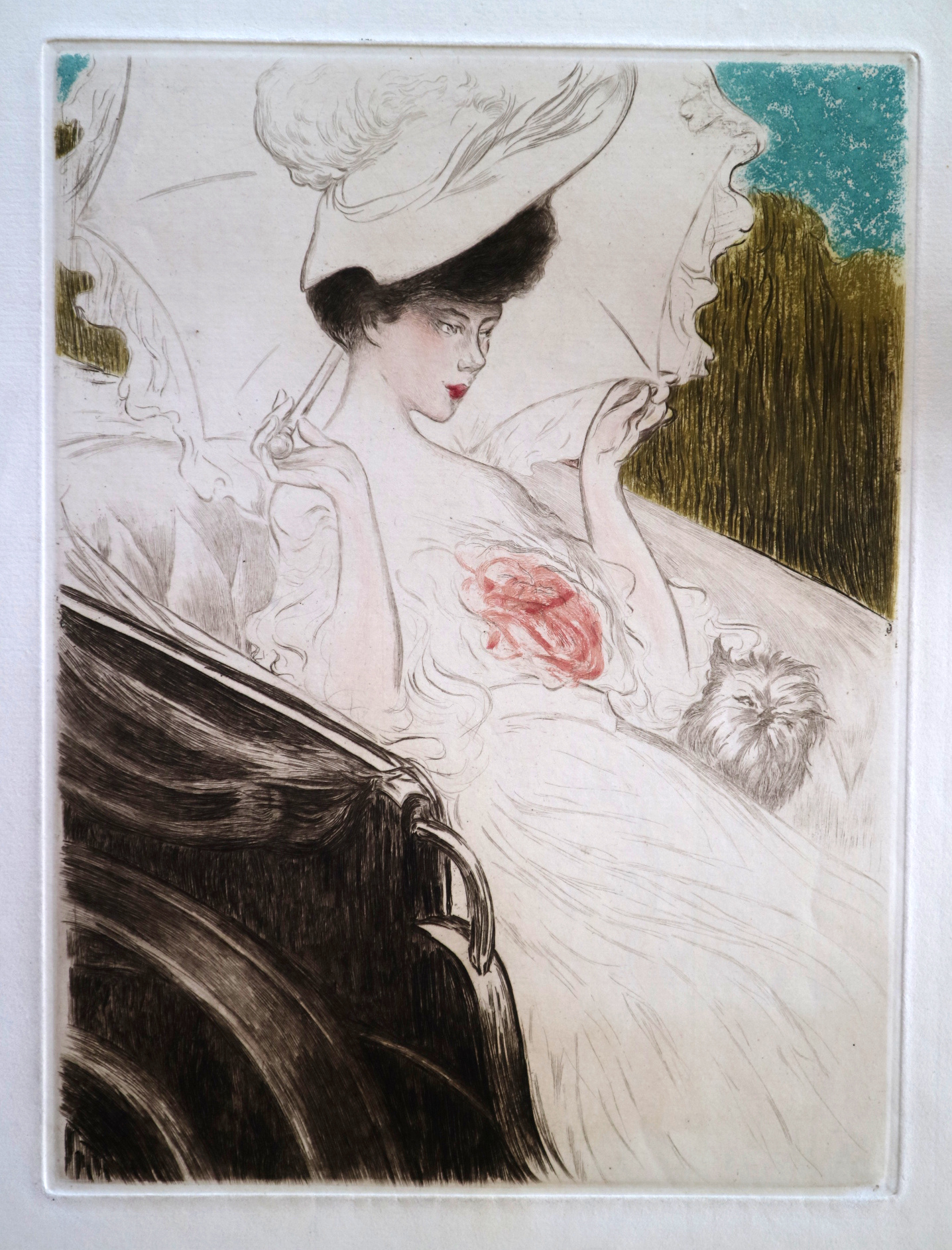
Une voiture pour dames (vers1900)

## Sources
Joseph Jobé, Au temps des cochers, Lausanne, Edita-Lazarus, 1976.  (ISBN 2-88001-019-5)